# Кареліно
Каре́ліно (рос. Карелино) — селище у складі Верхотурського міського округу Свердловської області.
Населення — 174 особи (2010, 320 у 2002).
Національний склад населення станом на 2002 рік: росіяни — 90 %.